# Ferruccio Furlanetto
Ferruccio Furlanetto (Sacile, 16 mei 1949) is een Italiaanse bas.

## Biografie
Ferruccio Furlanetto is een van de hedendaagse Italiaanse bassen die op internationaal niveau werkt, voornamelijk in Italië (het Teatro alla Scala) en op het Amerikaanse continent.
Dankzij zijn gaven wat stem en interpretatie betreft, reikt zijn repertoire van werken uit de late barok tot betrekkelijk moderne werken, met zowel bas-baritonpartijen (beroemd is zijn uitvoering van Le nozze di Figaro van Wolfgang Amadeus Mozart) als basso-profondo-rollen (Filippo II in Don Carlos van Giuseppe Verdi).
Hoewel hij zich aanvankelijk wijdde aan de studie van de klassieke filologie en natuurwetenschappen, besloot hij op de leeftijd van 22 jaar zich te wijden aan de muziekstudie.
Na zijn eerste debuten in Lonigo, Triëst (beide in 1974) en New Orleans, kwam hij in 1979 bij het Teatro alla Scala, waar hij optrad in Macbeth van Giuseppe Verdi onder leiding van Claudio Abbado. Vervolgens voerde hij andere Verdi-partijen uit, zoals Jacopo Fiesco in Simon Boccanegra, Filippo II en de Grande Inquisitore in Don Carlos en Zaccaria in Nabucco. Hij zong tevens in Modest Moessorgski's Boris Godoenov, Richard Strauss' Elektra en Charles Gounods Faust. Het voor hem meest karakteristieke repertoire is echter dat van Wolfgang Amadeus Mozart, waarvan hij onder meer heeft gezongen: Leporello in Don Giovanni, Figaro in Le nozze di Figaro en Papageno in Die Zauberflöte.
Buiten het operarepertoire kunnen worden genoemd uitvoeringen van de baspartij in het Requiem van Verdi en in de Krönungsmesse van Mozart.
Hij heeft onder meer gewerkt met de dirigenten Herbert von Karajan, James Levine, Claudio Abbado en Riccardo Muti.
In 2001 werd hem de titel Kammersänger verleend door de Wiener Staatsoper.
Ook is hij honorair ambassadeur van de Verenigde Naties.

## Repertoire
- Giuseppe Verdi
  - Oberto, Conte di San Bonifacio
  - Macbeth
  - Simon Boccanegra
  - Nabucco
  - Rigoletto
  - Don Carlos
- Modest Moessorgski
  - Boris Godoenov
- Richard Strauss
  - Elektra
- Charles Gounod
  - Faust
- Wolfgang Amadeus Mozart
  - Don Giovanni
  - Le nozze di Figaro
  - Die Zauberflöte
  - Così fan tutte
- Jacques Fromental Halévy
  - La Juive
- Pjotr Iljitsj Tsjaikovski
  - Jevgeni Onegin
- Ildebrando Pizzetti
  - Assassinio nella cattedrale